# Brachirus pan
 Brachirus pan és un peix teleosti de la família dels soleids i de l'ordre dels pleuronectiformes que es troba a les costes de l'est de l'Índia, Bangladesh, Myanmar, Malàisia i la Xina.